# Pujo-le-Plan
Pujo-le-Plan (gaskonsko Pujòu e Lo Plan) je naselje in občina v francoskem departmaju Landes regije Akvitanije. Naselje je leta 2009 imelo 580 prebivalcev.

## Geografija
Kraj leži v pokrajini Gaskonji ob reki Ludon, 15 km jugovzhodno od središča Mont-de-Marsana.

## Uprava
Občina Pujo-le-Plan skupaj s sosednjimi občinami Arthez-d'Armagnac, Bourdalat, Le Frêche, Hontanx, Lacquy, Montégut, Perquie, Saint-Cricq-Villeneuve, Sainte-Foy, Saint-Gein in Villeneuve-de-Marsan sestavlja kanton Villeneuve-de-Marsan s sedežem v Villeneuve-de-Marsanu. Kanton je sestavni del okrožja Mont-de-Marsan.

## Zanimivosti
- cerkev sv. Martina, Pujo,
- cerkev sv. Janeza Krstnika, Le Plan.